# Де Оливейра, Сервилиу
Серви́лиу Себа́стиан де Оливе́йра (порт. Servílio Sebastião de Oliveira; 6 мая 1948, Сан-Паулу) — бразильский боксёр наилегчайшей весовой категории, выступал за сборную Бразилии в конце 1960-х годов. Бронзовый призёр летних Олимпийских игр в Мехико, участник многих международных турниров и национальных первенств. В период 1969—1977 боксировал на профессиональном уровне, но без особых достижений. Также известен как тренер по боксу.

## Биография
Сервилиу де Оливейра родился 6 мая 1948 года в городе Сан-Паулу. Активно заниматься боксом начал в возрасте пятнадцати лет, проходил подготовку в местном боксёрском зале «Караку». Уже в 1966 году стал показывать хорошие результаты на престижных турнирах, а в 1967-м выиграл чемпионат Бразилии в наилегчайшем весе. Благодаря череде удачных выступлений удостоился права защищать честь страны на летних Олимпийских играх 1968 года в Мехико — сумел дойти здесь до стадии полуфиналов, после чего единогласным решением судей проиграл мексиканцу Рикардо Дельгадо, который в итоге и стал олимпийским чемпионом.
Получив бронзовую олимпийскую медаль, Де Оливейра ещё в течение некоторого времени оставался в основном составе национальной сборной, но в 1969 году он решил попробовать себя среди профессионалов и покинул команду. В течение двух последующих лет он провёл множество удачных поединков, завоевал титул чемпиона Бразилии в наилегчайшем весе, в той же весовой категории выиграл вакантный пояс чемпиона Южной Америки. Однако в декабре 1971 года после боя с американцем Тони Морено врачи диагностировали ему отслоение сетчатки глаза, и, чтобы не лишиться зрения, карьеру спортсмена пришлось завершить.
Несмотря на опасный диагноз, в 1977 году Оливейра всё-таки вернулся на ринг и провёл ещё два профессиональных боя. Таким образом, в его послужном списке 17 боёв, и все 17 окончены победой (в том числе 9 досрочно). После завершения спортивной карьеры долгое время работал тренером по боксу, среди его воспитанников такие известные бойцы как чемпион Бразилии Адаилтон де Жесус и чемпион мира Вальдемир Перейра. Одновременно с тренерской деятельностью Сервилиу де Оливейра регулярно участвовал в показательных матчах, например, в 1996 году он провёл показательный бой против соотечественника Эдера Жофре, с которым когда-то конкурировал в национальной сборной.